# 卡奇乐儿童乐园
卡奇乐儿童乐园，是一家儿童游乐设备制造公司，总部设在广州，在成都、南京设有分公司。目前，卡奇乐儿童乐园门店数量大约有一千家。